# Mellicta postmelangraphata
Mellicta postmelangraphata är en fjärilsart som beskrevs av Ruggero Verity 1940. Mellicta postmelangraphata ingår i släktet Mellicta och familjen praktfjärilar. Inga underarter finns listade i Catalogue of Life.